# فرانچسکو روستا
فرانچسکو روستا (به ایتالیایی: Francesco Rosetta) بازیکن فوتبال و اهل ایتالیا است که از سال ۱۹۴۹ میلادی عضو تیم ملی فوتبال ایتالیا بوده و در ۷ بازی ملی حضور داشته‌است. او در بازی‌های ملی‌اش گلی به ثمر نرساند.
فرانچسکو روستا آخرین بازی ملی خود را در سال ۱۹۵۶ میلادی انجام داد.